# Phomatospora macarangae
Phomatospora macarangae är en svampart som beskrevs av Hansf. 1957. Phomatospora macarangae ingår i släktet Phomatospora, ordningen kolkärnsvampar, klassen Sordariomycetes, divisionen sporsäcksvampar och riket svampar.   Inga underarter finns listade i Catalogue of Life.